# La Nouvelle Grille
Pour les articles homonymes, voir Grille.
La Nouvelle Grille (1974) est un essai écrit par le biologiste Henri Laborit dans lequel l'auteur vulgarise ses recherches en biologie comportementale.

## Résumé
À la suite des récentes (1974) découvertes faites dans l’approche biologique des comportements, Henri Laborit établit une nouvelle grille qui sert de base à la compréhension des rapports humains.  Cette nouvelle grille se construit à partir de l’étude des systèmes vivants, de leur information-structure, en choisissant comme postulat qu’une structure biologique ne recherche fondamentalement qu’une seule chose : sa propre conservation. Contrairement aux autres grilles d'analyse du comportement humain (comme les grilles établies par la psychanalyse et le marxisme), on évite ainsi les pièges des alibis rationnels trouvés par la conscience et de la causalité linéaire en incluant, entre autres, les notions de servomécanisme, de stimulations des différentes aires cérébrales et de cybernétique.

## Analyse
Henri Laborit, en quatorze chapitres, décrit plus profondément les notions abordées dans la plupart de ses œuvres de vulgarisation précédentes.  Le système nerveux, les niveaux d’organisations, l’établissement des hiérarchies, la dominance, la conscience, l’agression, la démocratie, la notion de pouvoir.

## Faits divers
Henri Laborit affirme qu’il n’aurait jamais écrit l’Éloge de la fuite (1976), sous la forme qu’on lui connaît, s’il n’avait pas auparavant décrit plus profondément ses théories dans La Nouvelle Grille.
- Septembre 2014 : Création d'un site faisant référence à cet ouvrage : www.nouvellegrille.info et souhaitant prolonger la réflexion de Laborit à travers un travail collaboratif.

- Novembre 2014 : Création du site web Éloge de la suite au www.elogedelasuite.net sur la vie et l'œuvre de Laborit (incluant plusieurs références à La Nouvelle Grille).